# 카나레조

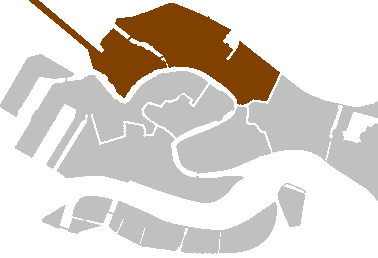
카나레조

카나레조(Cannaregio)는 이탈리아 베네치아의 세스티에레 (구) 중 하나이다. 베네치아에서 두번째로 큰 세스티에레로, 2007년 기준으로 인구는 13,169명이다.

## 같이 보기
- 베네치아